# 미드글러모건주

미드글러모건 주

미드글러모건주(Mid Glamorgan)는 웨일스의 보존주로, 주도는 론다이다.